# El baptisme de Constantí
El baptisme de Constantí és una pintura del taller de l'artista renaixentista italià Rafael. El més probable és que la pintés Gianfrancesco Penni entre 1517 i 1524, car té un tractament dels personatges molt característic i diferent del de Rafael.
Després de la mort del mestre el 1520, Penni treballà amb d'altres membres del taller de Rafael per tal d'acabar l'encàrrec de decorar les cambres que avui són conegudes com les Stanze di Raffaello, al Palau Apostòlic del Vaticà. Es troba a la Sala di Constantino.
L'escena principal d'aquest fresc, com la resta de les que es troben a l'Estança de Constantí, apareix com un tapís amb efecte de trompe-l'œil, envoltat per altres figures que quedarien als costats i per damunt i per sota de l'imaginari tapis. Al costat esquerre hi ha una figura femenina coronada per una branca d'olivera, representant la pau, segons es pot llegir al pedestal pintat sota ella (PAX); i a la seva esquerra la Innocència, amb els pits nus i sostenint un colom blanc a les mans, mirant cap al costat contrari al Bateig de Constantí.
A la pintura es veu a l'emperador Constantí poc abans de morir, agenollant-se per rebre el baptisme de mans del papa Silvestre I al baptisteri del Laterà. El pintor donà a Silvestre les faccions del Climent VII (1523-1534), el papa que havia encarregat que es finalitzessin les pintures, després que la feina s'interrompés durant el papat d'Adrià VI.
Tot i intentant assolir el control i serenitat típics de l'Alt Renaixement, la populosa escena demostra la tendència manierista cap a la complexitat i la discordància, la qual cosa dificulta entendre l'obra. Els personatges no estan caracteritzats de manera particular, tenen faccions similars i són poc expressius. La figura del Papa no apareix pas destacada, com a d'altres frescs de les Estances; i els colors són, a més, més apagats i tristos.